# Loi relative au dialogue social et à l'emploi
Pour les articles homonymes, voir Loi travail.
Lire en ligne

Texte sur Légifrance

La loi n° 2015-994 du 17 août 2015 relative au dialogue social et à l'emploi, dite loi Rebsamen, est une loi française portée par le ministre du Travail François Rebsamen au nom du gouvernement de Manuel Valls.